# Pellenes rufoclypeatus
Pellenes rufoclypeatus es una especie de araña saltarina del género Pellenes, familia Salticidae. Fue descrita científicamente por Peckham, Peckham en 1903.
Habita en Sudáfrica.